# Río Warnow
El río  Warnow es un río en el noreste de Alemania, en el estado federal de Mecklemburgo-Pomerania Occidental.